# Cataspilates grisescens
Cataspilates grisescens är en fjärilsart som beskrevs av W. Warren 1897. Cataspilates grisescens ingår i släktet Cataspilates och familjen mätare. Inga underarter finns listade i Catalogue of Life.